# Hanna Palmqvist
Hanna Madeleine Palmqvist, född 20 januari 1996 i Askims församling i Göteborg, är en svensk friidrottare, i första hand häcklöpare. Hon tävlar för Mölndals AIK.

## Karriär
I augusti 2021 vid SM i Borås tog Palmqvist guld på 100 meter häck efter ett lopp på 13,72 sekunder.

## Personliga rekord
| Utomhus - 100 meter – 11,75 (Nivelles, Belgien 22 juni 2019) - 200 meter – 24,18 (Olofström, Sverige 2 juni 2019) - 300 meter – 42,31 (Sävedalen, Sverige 12 juni 2011) - 100 meter häck – 13,45 (Norrköping, Sverige 6 augusti 2022) - 300 meter häck – 44,19 (Stockholm, Sverige 19 augusti 2012) - 400 meter häck – 57,06 (Göteborg, Sverige 23 juli 2022) - Längdhopp – 5,38 (Sävedalen, Sverige 11 juni 2011) - Längdhopp – 5,47 (medvind) (Sävedalen, Sverige 3 juni 2012) | Inomhus - 60 meter – 7,62 (Göteborg, Sverige 10 februari 2018) - 200 meter – 25,63 (Göteborg, Sverige 1 februari 2014) - 400 meter – 59,60 (Göteborg, Sverige 11 februari 2012) - 600 meter – 1.44,96 (Göteborg, Sverige 10 mars 2012) - 60 meter häck – 8,53 (Göteborg, Sverige 14 februari 2016) - Höjdhopp – 1,61 (Göteborg, Sverige 4 mars 2012) - Längdhopp – 5,33 (Göteborg, Sverige 25 februari 2012) - Femkamp U18 – 3 541 (Göteborg, Sverige 11 mars 2012) |